# Cuçac (Alt Loira)
Cussac-sur-Loire és un municipi francès situat al departament de l'Alt Loira i a la regió d'Alvèrnia-Roine-Alps. L'any 2007 tenia 1.614 habitants.

## Demografia

### Població
El 2007 la població de fet de Cussac-sur-Loire era de 1.614 persones. Hi havia 613 famílies de les quals 94 eren unipersonals (43 homes vivint sols i 51 dones vivint soles), 224 parelles sense fills, 240 parelles amb fills i 55 famílies monoparentals amb fills.
La població ha evolucionat segons el següent gràfic:
Habitants censats

### Habitatges
El 2007 hi havia 673 habitatges, 616 eren l'habitatge principal de la família, 20 eren segones residències i 37 estaven desocupats. 651 eren cases i 20 eren apartaments. Dels 616 habitatges principals, 508 estaven ocupats pels seus propietaris, 99 estaven llogats i ocupats pels llogaters i 9 estaven cedits a títol gratuït; 3 tenien una cambra, 10 en tenien dues, 40 en tenien tres, 209 en tenien quatre i 353 en tenien cinc o més. 550 habitatges disposaven pel capbaix d'una plaça de pàrquing. A 187 habitatges hi havia un automòbil i a 406 n'hi havia dos o més.

### Piràmide de població
La piràmide de població per edats i sexe el 2009 era:
| Homes | Edats   | Dones |
| ----- | ------- | ----- |
| 0     | 95 o +  | 4     |
| 0     | 90 a 94 | 0     |
| 4     | 85 a 89 | 4     |
| 0     | 80 a 84 | 8     |
| 16    | 75 a 79 | 4     |
| 8     | 70 a 74 | 16    |
| 40    | 65 a 69 | 12    |
| 28    | 60 a 64 | 32    |
| 52    | 55 a 59 | 40    |
| 112   | 50 a 54 | 108   |
| 84    | 45 a 49 | 76    |
| 28    | 40 a 44 | 56    |
| 40    | 35 a 39 | 36    |
| 44    | 30 a 34 | 56    |
| 16    | 25 a 29 | 44    |
| 48    | 20 a 24 | 16    |
| 48    | 15 a 19 | 52    |
| 60    | 10 a 14 | 32    |
| 24    | 5 a 9   | 72    |
| 20    | 0 a 4   | 28    |

## Economia
El 2007 la població en edat de treballar era de 1.083 persones, 787 eren actives i 296 eren inactives. De les 787 persones actives 741 estaven ocupades (392 homes i 349 dones) i 48 estaven aturades (21 homes i 27 dones). De les 296 persones inactives 161 estaven jubilades, 81 estaven estudiant i 54 estaven classificades com a «altres inactius».

### Ingressos
El 2009 a Cussac-sur-Loire hi havia 651 unitats fiscals que integraven 1.795 persones, la mediana anual d'ingressos fiscals per persona era de 17.552 €.

### Activitats econòmiques
Dels 59 establiments que hi havia el 2007, 2 eren d'empreses extractives, 2 d'empreses alimentàries, 2 d'empreses de fabricació d'altres productes industrials, 13 d'empreses de construcció, 19 d'empreses de comerç i reparació d'automòbils, 3 d'empreses de transport, 2 d'empreses d'hostatgeria i restauració, 5 d'empreses financeres, 5 d'empreses immobiliàries, 4 d'empreses de serveis i 2 d'empreses classificades com a «altres activitats de serveis».
Dels 12 establiments de servei als particulars que hi havia el 2009, 1 era una funerària, 2 paletes, 3 guixaires pintors, 2 fusteries, 3 electricistes i 1 restaurant.
Dels 7 establiments comercials que hi havia el 2009, 1 era una botiga de roba, 3 botigues de mobles, 2 botigues de material esportiu i 1 un drogueria.
L'any 2000 a Cussac-sur-Loire hi havia 27 explotacions agrícoles que ocupaven un total de 648 hectàrees.

## Equipaments sanitaris i escolars
El 2009 hi havia 1 escola maternal i 1 escola elemental.

## Poblacions més properes
El següent diagrama mostra les poblacions més properes.